# Tingry
Tingry település Franciaországban, Pas-de-Calais megyében. Lakosainak száma 293 fő (2022. január 1.). Tingry Samer, Frencq, Halinghen, Hubersent, Lacres és Verlincthun községekkel határos.

## Népesség
A település népessége az elmúlt években az alábbi módon változott:
| Lakosok száma | 294  | 285  | 290  | 292  | 294  | 294  | 294  | 293  |
|               | 2013 | 2015 | 2017 | 2018 | 2019 | 2020 | 2021 | 2022 |